# (38076) 1999 GA31
1999 GA31 (asteroide 38076) é um asteroide da cintura principal. Possui uma excentricidade de 0.15242150 e uma inclinação de 3.41863º.
Este asteroide foi descoberto no dia 7 de abril de 1999 por LINEAR em Socorro.